# Озерний (Павловський район)
Озе́рний (рос. Озёрный) — селище у складі Павловського району Алтайського краю, Росія. Входить до складу Комсомольської сільської ради.

## Населення
Населення — 225 осіб (2010; 233 у 2002).
Національний склад (станом на 2002 рік):
- росіяни — 73 %